# Belington (Virginia Occidental)
Belington es un pueblo situado en el condado de Barbour, Virginia Occidental, Estados Unidos. Tiene una población estimada, a mediados de 2023, de 1789 habitantes.

## Geografía
La localidad está ubicada en las coordenadas 39°0′54″N 79°56′27″O / 39.01500, -79.94083. Según la Oficina del Censo, tiene una superficie total de 5.52 km², de los cuales 5.34 km² corresponden a tierra firme y 0.18 km² están cubiertos de agua.

## Demografía
Según el censo de 2020, en ese momento había 1805 personas residiendo en la localidad. La densidad de población era de 338.01 hab./km². El 93.96% de los habitantes son blancos, el 0.61% eran amerindios, el 0.17% eran asiáticos y el 5.26% eran de una mezcla de razas. Del total de la población, el 0.78% eran hispanos o latinos de cualquier raza.